# Lorenzo Lucca
Lorenzo Lucca, né le 10 septembre 2000 à Moncalieri, est un footballeur italien qui évolue au poste d'avant-centre au SSC Naples, en prêt de l'Udinese Calcio.

## Biographie

### Carrière en club
Lors de la saison 2020-2021, il se met en évidence en inscrivant un total de 14 buts en Serie C. Il est notamment l'auteur d'un triplé le 3 avril 2021, sur la pelouse du Casertana FC[source insuffisante].
Lucca rejoint le Pisa SC en Serie B le 21 juillet 2021, signant un contrat de cinq ans avec les Neroazzurri.
Il fait ses débuts pour le club de Pise en Coupe d'Italie le 14 août 2021, lors d'un match perdu chez les pensionnaires de Serie A du Cagliari Calcio, où il est déjà proche de marquer son premier but avec son nouveau club dans les premières minutes du match. Mais il ne tarde pas à ouvrir son compteur, marquant finalement ses deux premiers buts lors de la victoire 2-0 des siens contre Alessandria en championnat le même mois.
Le 18 juillet 2025, il rejoint le Napoli sous forme d'un prêt avec obligation d'achat sous certaines conditions.

### Carrière en sélection
Lucca fait ses débuts avec l'équipe d'Italie espoirs le 7 septembre 2021, entrant en jeu lors du match de qualification à l'Euro espoirs remporté 1-0 contre le Monténégro,.